# Xanthoparmelia pseudocongensis
Xanthoparmelia pseudocongensis är en lavart som beskrevs av Hale. Xanthoparmelia pseudocongensis ingår i släktet Xanthoparmelia och familjen Parmeliaceae.   Inga underarter finns listade i Catalogue of Life.